# 음력 9월 13일
음력 9월 13일은 음력 9월의 13번째 날이다.

## 사건
- 1909년 - 안중근, 이토 히로부미 사살. (이토 히로부미 저격 사건)
- 1971년 - 9·13사건 (린뱌오 사망 사건)

## 문화
- 2009년 - 서울양양고속도로 춘천 분기점 ~ 동홍천 나들목 구간이 개통되었다.

## 같이 보기
- 음력 360일: 1월 2월 3월 4월 5월 6월 7월 8월 9월 10월 11월 12월
- 전날:9월 12일 다음날:9월 14일 - 전달:8월 13일 다음달:10월 13일
- 양력:9월 13일
- 음력, 윤달